# Blue Wonder Power Milk
Blue Wonder Power Milk è il secondo album in studio degli Hooverphonic. Anticipato da un promo di One Way Ride e un Ep di Battersea, l'album - oltre che in Europa - viene distribuito anche negli Stati Uniti dove la band riscontra un buon successo con l'effettivo primo singolo estratto: Club Montepulciano.
A differenziare questo lavoro con il precedente, è la pura e potente voce di Geike Arnaert, la quale salta subito all'orecchio dopo l'intro dell'opening track Battersea. Nelle prime edizioni stampate dell'album, è possibile ascoltare una Club Montepulciano cantata da Liesje, la quale aveva evidentemente registrato prima di abbandonare il gruppo. Tale versione però è stata poi sostituita con quella di Geike, utilizzata anche per il singolo. Oltre a Geike a fare da cantante principale per alcuni brani è anche lo stesso Alex Callier, il quale canta su 3 tracce del disco.
Il sound dell'album è caratterizzato da una maggiore intensità di strumenti acustici che tengono legati i beats e le basi elettroniche. Si riscontra ben poco trip hop se non in qualche pezzo come One Way Ride,Out of Tune, Raneissance Affair e Magenta. Il resto del disco è definibile elettro pop, per via della maggiore immediatezza e la semplice (seppur non banale) composizione dei brani.
Dall'album vengono estratti 4 singoli: Club Montepulciano, This Strange Effect, Lung e Eden, oltre ad un EP di Battersea e la demo Magenta conosciuta anche come Teek.

## Tracce
1. Battersea - (Callier) - 3.50
2. One Way Ride - (Callier) - 3.22
3. Dictionary - (Callier) - 3.32
4. Club Montepulciano - (Callier) - 3.41
5. Eden - (Callier) - 3.33
6. Lung - (Callier) - 2.44
7. Electro Shock Faders - (Callier) - 3.07
8. Out of Tune - (Duchêne) - 3.26
9. This Strange Effect - (Davies) - 3.55
10. Renaissance Affair - (Callier) - 3.25
11. Tuna - (Callier) - 3.48
12. Magenta - (Callier) - 4.51
13. Blue Wonder Power Milk - (Hidden Track) - 3.06

### B-Sides
- Neon - 3.20
- Lung (Demo Version) - 2.52
- Satin Doll (Demo) - 3.30

## Crediti
- Geike Arnaert: Vocals
- Alex Callier: Keyboards, Programming
- Raymond Geerts: Guitar
- Frank Duchêne: Keyboards, Engineer